# 鬼娃新娘之鬼娃也有種
《鬼娃新娘之鬼娃也有種》（英語：Seed of Chucky）是一部2004年的美國喜劇砍殺電影，「恰吉系列」的第五作，以及是1998年續集。由唐·曼西尼執導和編劇，他創作了整個系列和替電影寫劇本，而這是他第一次執導電影。
本片是整個系列中最後一部在戲院上映的電影，未來作品會以錄影帶首映。續集是《鬼娃魔咒》，於2013年直接發售影碟和在Netflix上播放。
「鬼娃」蒂芬妮死前在公墓產下的鬼嬰兒，被人類撿走後裝作是「腹語」娃娃表演。當沒表演時的葛倫/葛倫達（性別不明），平時被關在鐵籠裡。他時常懷疑自己的由來與身世，直到某次從電視節目看到在好萊塢的恰吉與蒂芬妮，才意識到自己原來有父母。後來趁機逃至好萊塢的製片廠，無意間利用恰吉的項鍊復活了恰吉與蒂芬妮，上演了殺人魔娃娃家庭的後續。

## 演員
| 演員                             | 角色                    | 備註 |
| 布拉德·道里夫                    | 恰吉 Chucky             | 殺人狂娃娃。                                                                                              |
| 珍妮佛·提莉                      | 蒂芬妮 Tiffany          | 連續殺人魔查爾斯·李·雷的前女友。連續殺害二人後，反因「恰吉」所死。 死後，恰吉唸咒讓她的靈魂重生於娃娃中。 |
| 比利·包依德                      | 葛倫 Glen               | 「恰吉」和「蒂芬妮」所生的鬼嬰兒。                                                                        |
| Redman                           | 他自己                  | |
| 漢娜·史匹瑞                      | 裘安 Joan               | |
| 尊·華達斯                        | 彼得·彼得斯 Pete Peters | |
| 比恩·艾爾-巴拉威 Beans El-Balawi | 葛倫人間體 Human Glen   | |
| 傑森·弗萊明                      | 他自己/聖誕老人         | |
| Steve Lawton                     | Stan                    | |
| 托尼·加德納                      | 他自己                  | |
| Rebecca Santos                   | Fulvia                  | |
| 凱思-李·卡斯特勒                 | Bill “Psychs” Sykes     | |
| Paul Grossman                    | Little Boy              | |
| Simon James Morgan               | Claudia的父親           | |
| 史蒂芬妮·錢伯斯                  | Claudia的母親           | |
| Betty Simons-Denville            | Claudia                 | |
| Nadia Dina Ariqat                | 布蘭妮                  | |

## 外部連結
- 互联网电影数据库（IMDb）上《鬼娃新娘之鬼娃也有種》的资料（英文）
- 爛番茄上《鬼娃新娘之鬼娃也有種》的資料（英文）
- Metacritic上《鬼娃新娘之鬼娃也有種》的資料（英文）
- Box Office Mojo上《鬼娃新娘之鬼娃也有種》的資料（英文）
- AllMovie上《鬼娃新娘之鬼娃也有種》的资料（英文）
- Yahoo奇摩電影上《鬼娃新娘之鬼娃也有種》的資料（繁體中文）
- 開眼電影網上《鬼娃新娘之鬼娃也有種》的資料（繁體中文）
- 豆瓣电影上《鬼娃新娘之鬼娃也有種》的資料 （简体中文）